# F-03A
docomo PRIME series F-03A（ドコモ プライム シリーズ エフ ゼロ さん エー）は、富士通によって開発された、NTTドコモの第三世代携帯電話（FOMA）端末である。docomo PRIME seriesの端末。

## 概要
富士通製のプライムシリーズ第2弾。同社ではスマートフォンのF1100を除くと初のスライド型である。フルスライド型のボディにF-01Aとほとんど同じ機能を搭載する。ただし、この端末は2008年冬モデルの富士通製端末では唯一防水ではない。
メインディスプレイには、同社の従来のフルワイドVGA液晶よりも、横に解像度が96ドット多い、3.2インチワイド液晶を搭載。2008年11月現在、スマートフォン以外の携帯電話としては、ソフトバンクモバイル向けの931SHに次いで、世界で2番目に高精細な液晶を搭載している。そして、この液晶に、タッチパネル式の「タッチセレクター」という操作キーを画面下部に表示する。この「タッチセレクター」はD902iS以降の三菱電機製のドコモ旧9シリーズ端末が搭載していた「スピードセレクター」をタッチパネル化したもので、これによりフルスライド型ながら閉じた状態でも操作できる。なお、物理キー側には従来の富士通製端末と同じ四角キーも付いていて、開いた時はこれを使って操作する。
スライド型、「スピードセレクター」、さらにD901i以降の三菱電機製端末は富士通製端末とソフトウェアが共通化されていたことから、スタイルシリーズのP-02A（ただしこちらはソフトウェアが全く違う）とともにD905iの後継機ともいえる。
その他の機能は同じプライムシリーズのF-01Aに近いが、防水非対応、指紋センサーがない事、インカメラが省かれていない事などが主に異なる。
なお、ドコモの新サービスでは、iコンシェル、iウィジェット、iアプリオンラインの全てに対応している。
| 主な対応サービス                   | 主な対応サービス                                                    | 主な対応サービス                       | 主な対応サービス                                 |
| ---------------------------------- | ------------------------------------------------------------------- | -------------------------------------- | ------------------------------------------------ |
| タッチパネル                       | FOMAハイスピード7.2Mbps                                             | Bluetooth                              | DCMX／おサイフケータイ                           |
| iアプリオンライン／地図アプリ      | 直感ゲーム／メガiアプリ                                             | iウィジェット                          | マチキャラ／iコンシェル                          |
| ホームU／ポケットU                 | GPS／ケータイお探し                                                 | デコメール／デコメ絵文字／デコメアニメ | iチャネル                                        |
| 着もじ／プッシュトーク             | テレビ電話／キャラ電                                                | 電話帳お預かりサービス                 | フルブラウザ                                     |
| おまかせロック／バイオ認証         | 外部メモリーへiモードコンテンツ移行／ユーザーデータ一括バックアップ | トルカ                                 | iC通信／iCお引越しサービス                       |
| きせかえツール／ダイレクトメニュー | バーコードリーダ／名刺リーダ                                        | 2in1※                                  | エリアメール／ソフトウェアーアップデート自動更新 |
| GSM／3Gローミング（WORLD WING）    | 着うたフル／うた・ホーダイ                                          | Music&Videoチャネル／ビデオクリップ    | デジタルオーディオプレーヤー(WMA)(AAC)           |

※BモードのメールはWebメールとなる。

## 歴史
- 2008年11月5日 - F-01A・F-02A・F-03A・F-04A・N-01A・N-02A・N-03A・N-04A・P-01A・P-02A・P-03A・P-04A・P-05A・SH-01A・SH-02A・SH-03A・SH-04A・L-01A・HT-01A・HT-02A・Nokia E71・BlackBerry Boldの開発を発表。
- 2008年11月7日 - 技術基準適合証明（TELEC）通過。
- 2008年11月17日 - 電気通信端末機器審査協会（JATE）通過。
- 2008年11月26日 - 連邦通信委員会（FCC）通過。
- 2009年1月24日 - 発売開始。

## 不具合
2009年3月17日に以下の不具合の修正がソフトウェアの更新でなされた。
- 圏外から圏内に移動しても、稀に圏外表示のままとなる場合がある
- 省電力モードを設定した状態で、デジタルオーディオプレーヤーで音楽を連続再生すると、稀に電源断となる場合がある